# Кубок африканських націй 2015

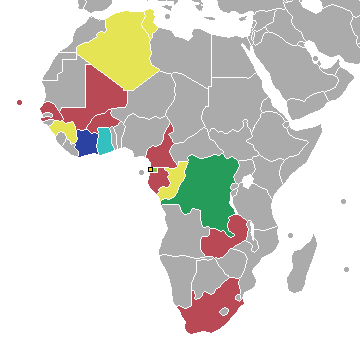
Учасники змагань
Чемпіон
Фіналіст
3-тє місце
4-те місце
Чвертьфінал
Груповий етап

Кубок африканських націй 2015 (ісп. Copa Africana de Naciones 2015) — 30-й Кубок африканських націй, який відбувався з 17 січня по 8 лютого 2015 року в Екваторіальній Гвінеї
Турнір спочатку планувався до проведення в Марокко, але в жовтні 2014 року Марокко відмовилося провести турнір у заплановані терміни через епідемію гарячки Ебола в Західній Африці. Через це в листопаді того ж року турнір було перенесено до Екваторіальної Гвінеї.

## Вибір країни-організатора
Такі країни проявили інтерес в проведенні турніру:
| Країна   | Востаннє приймали |
| -------- | ----------------- |
| Ботсвана | -                 |
| Камерун  | 1972              |
| ДР Конго | -                 |
| Гвінея   | -                 |
| Марокко  | 1988              |
| ПАР      | 2013              |
| Замбія   | -                 |
| Зімбабве | -                 |

29 січня 2011 року під час Суперкубка КАФ Рада директорів КАФ оголосилаа, що Марокко прийме Кубок африканських націй 2015 року. Але 10 жовтня 2014 року влада Марокко відмовилися від проведення Кубка африканських націй у зв'язку з епідемією гарячки Ебола в Західній Африці. 16 жовтня 2014 міністр інформації Марокко Мустафа Халф спростував повідомлення про те, що його країна відмовилася від проведення Кубка. За словами політика, Марокко все ще розраховує на перенесення турніру на більш пізній термін, але така позиція йшла врозріз з планами Африканської конфедерації футболу. Водночас з'являлися повідомлення, що КАФ вже зв'язувалася з представниками ПАР та Гани на предмет можливого перенесення матчів з Марокко в іншу країну.
11 листопада 2014 року КАФ остаточно оголосила, що турнір пройде в затверджені раніше терміни, але не в Марокко. Одночасно було оголошено про дискваліфікацію збірної Марокко.
14 листопада 2014 року було оголошено, що розіграш Кубка африканських націй 2015 пройде в Екваторіальній Гвінеї.

## Кваліфікація
У кваліфікації взяли участь 51 збірна з 56 членів КАФ. Марокко як господар турніру був звільнений від відбіркового етапу та автоматично кваліфікувався на турнір. Збірні Сомалі та Джибуті відмовилися від участі в кваліфікації, а Занзібар та Реюньйон не можуть брати участь у турнірі. Вперше участь у відборі взяла збірна Південного Судану. У листопаді 2014 року Марокко відмовилось від проведення турніру і збірна цієї країни була відсторонена. Замість неї в фінальному турнірі взяла участь збірна Екваторіальної Гвінеї у статусі нового господаря турніру, незважаючи на те, що не змогла подолати кваліфікаційний етап.
Діючий чемпіон Африки збірна Нігерії також не пройшла груповий етап і не змогла поборотись за збереження трофею.

## Учасники
| Збірна               | Кваліфікований як                         | Дата кваліфікації | Найкращий результат в історії       |
| -------------------- | ----------------------------------------- | ----------------- | ----------------------------------- |
| Кабо-Верде           | Переможець групи F                        | 15 жовтня 2014    | 1/4 фіналу (2013)                   |
| Алжир                | Переможець групи B                        | 15 жовтня 2014    | Переможець (1990)                   |
| Екваторіальна Гвінея | Країна-господарка                         | 14 листопада 2014 | 1/4 фіналу (2012)                   |
| Туніс                | Переможець групи G                        | 14 листопада 2014 | Переможець (2004)                   |
| ПАР                  | Переможець групи А                        | 15 листопада 2014 | Переможець (1996)                   |
| Замбія               | Друге місце в групі F                     | 15 листопада 2014 | Переможець (2012)                   |
| Камерун              | Переможець групи D                        | 15 листопада 2014 | Переможець (1984, 1988, 2000, 2002) |
| Габон                | Переможець групи С                        | 15 листопада 2014 | 1/4 фіналу (1996, 2012)             |
| Буркіна-Фасо         | Друге місце в групі С                     | 15 листопада 2014 | Друге місце (2013)                  |
| Сенегал              | Друге місце в групі G                     | 15 листопада 2014 | Друге місце (2002)                  |
| Кот-д'Івуар          | Друге місце в групі D                     | 19 листопада 2014 | Переможець (1992)                   |
| Гана                 | Переможець групи Е                        | 19 листопада 2014 | Переможець (1963, 1965, 1978, 1982) |
| Гвінея               | Друге місце в групі Е                     | 19 листопада 2014 | Друге місце (1976)                  |
| Малі                 | Друге місце в групі В                     | 19 листопада 2014 | Друге місце (1972)                  |
| Республіка Конго     | Друге місце в групі А                     | 19 листопада 2014 | Переможець (1972)                   |
| ДР Конго             | Найкраща з команд, що зайняли третє місце | 19 листопада 2014 | Переможець (1968, 1974)             |

## Стадіони
| Екваторіальна Гвінея         | Екваторіальна Гвінея                 | Екваторіальна Гвінея            | Екваторіальна Гвінея    | Екваторіальна Гвінея |
| Бата                         | Малабо                               |                                 | Монгомо                 | Ебебіїн              |
| ---------------------------- | ------------------------------------ | ------------------------------- | ----------------------- | -------------------- |
| Стадіон у Бата               | Новий стадіон у Малабо               | Стадіон у Монгомо               | Новий стадіон в Ебебіїн |                      |
| Місткість: 35 700            | Місткість: 15 250                    | Місткість: 10 000               | Місткість: 5 000        |                      |
| Стадіон у Бата 24 липня 2010 | Новий стадіон у Малабо 25 липня 2010 | Стадіон у Монгомо 8 грудня 2014 |                         |                      |

## Телетрансляції
| Територія           | Канал                      |
| ------------------- | -------------------------- |
| Австралія           | beIN Sports                |
| Європа              | Eurosport                  |
| ПАР                 | SABC                       |
| Арабська ліга       | beIN Sports                |
| Сенегал             | RTS                        |
| Малі                | ORTM                       |
| Франція             | Canal+ Group               |
| Гана                | GTV                        |
| Субсахарська Африка | SuperSport                 |
| Велика Британія     | British Eurosport, ITV     |
| США                 | beIN Sports                |
| Японія              | NHK                        |
| Колумбія            | Senal Colombia, Win Sports |
| Нова Зеландія       | SKY Sports                 |
| Бразилія            | SporTV                     |
| Asia                | Fox International Channels |
| Індія               | Sony SIX                   |

## Жеребкування
Жеребкування групового етапу було проведене 3 грудня 2014 року.
Для проведення жеребкування 16 збірних були розподілені по чотирьох кошиках відповідно до рейтинге, заснованому на результатах їх виступів на трьох останніх розіграшах Кубка африканських націй — в 2010, 2012 і 2013 роках. Господарі (Екваторіальна Гвінея) заздалегідь потрапили в перший кошик та очолили групу A.
Потім команди були розподілені по чотирьох кошиках, заснованим на рейтингу. У кожну групу потрапило по одній команді з кожної корзини.
| Кошик 1                                                                                        | Кошик 2                                                                         | Кошик 3                                                                            | Кошик 4                                                                                |
| ---------------------------------------------------------------------------------------------- | ------------------------------------------------------------------------------- | ---------------------------------------------------------------------------------- | -------------------------------------------------------------------------------------- |
| Екваторіальна Гвінея (господарі) · Гана (48 очок) · Кот-д'Івуар (44 очка) · Замбія (41 очко) · | Буркіна-Фасо (40 очок) · Малі (38 очок) · Туніс (32,5 очка) · Алжир (28 очок) · | Кабо-Верде (26,5 очок) · ПАР (23,5 очка) · Камерун (23,5 очка) · Габон (22 очки) · | Гвінея (19 очок) · Сенегал (19 очок) · ДР Конго (18 очок) · Республіка Конго (13 очок) |

## Груповий етап
Якщо дві або більше команди фінішують у групі з однаковою кількістю очок, їх положення визначається за наступними критеріями:
1. Кількість очок, зароблених в матчах між даними командами;
2. Різниця голів у матчах між даними командами;
3. Кількість голів, забитих в матчах між даними командами;
4. Різниця голів у всіх матчах групи;
5. Кількість голів, забитих у всіх матчах групи;
6. Система підрахунку очок за чесну гру, що бере в розрахунок кількість жовтих та червоних карток;
7. Жеребкування, що проводиться організаційним комітетом.

### Група А
| М | Команда              | І | В | Н | П | РМ  | О |
| - | -------------------- | - | - | - | - | --- | - |
| 1 | Республіка Конго     | 3 | 2 | 1 | 0 | 4−2 | 7 |
| 2 | Екваторіальна Гвінея | 3 | 1 | 2 | 0 | 3−1 | 5 |
| 3 | Габон                | 3 | 1 | 0 | 2 | 2−3 | 3 |
| 4 | Буркіна-Фасо         | 3 | 0 | 1 | 2 | 1−4 | 1 |

| 17 січня 2015        |     |                      |                                  |
| Екваторіальна Гвінея | 1–1 | Республіка Конго     | Стадіон у Бата, Бата             |
| Буркіна-Фасо         | 0–2 | Габон                | Стадіон у Бата, Бата             |
| 21 січня 2015        |     |                      |                                  |
| Екваторіальна Гвінея | 0–0 | Буркіна-Фасо         | Стадіон у Бата, Бата             |
| Габон                | 0–1 | Республіка Конго     | Стадіон у Бата, Бата             |
| 25 січня 2015        |     |                      |                                  |
| Габон                | 0–2 | Екваторіальна Гвінея | Стадіон у Бата, Бата             |
| Республіка Конго     | 2–1 | Буркіна-Фасо         | Новий стадіон в Ебебіїн, Ебебіїн |

### Група B
| М | Команда    | І | В | Н | П | РМ  | О |
| - | ---------- | - | - | - | - | --- | - |
| 1 | Туніс      | 3 | 1 | 2 | 0 | 4−3 | 5 |
| 2 | ДР Конго   | 3 | 0 | 3 | 0 | 2−2 | 3 |
| 3 | Кабо-Верде | 3 | 0 | 3 | 0 | 1−1 | 3 |
| 4 | Замбія     | 3 | 0 | 2 | 1 | 2−3 | 2 |

| 18 січня 2015 |     |            |                                  |
| Замбія        | 1–1 | ДР Конго   | Новий стадіон в Ебебіїн, Ебебіїн |
| Туніс         | 1–1 | Кабо-Верде | Новий стадіон в Ебебіїн, Ебебіїн |
| 22 січня 2015 |     |            |                                  |
| Замбія        | 1–2 | Туніс      | Новий стадіон в Ебебіїн, Ебебіїн |
| Кабо-Верде    | 0–0 | ДР Конго   | Новий стадіон в Ебебіїн, Ебебіїн |
| 26 січня 2015 |     |            |                                  |
| Кабо-Верде    | 0–0 | Замбія     | Новий стадіон в Ебебіїн, Ебебіїн |
| ДР Конго      | 1–1 | Туніс      | Стадіон у Бата, Бата             |

### Група С
| М | Команда | І | В | Н | П | РМ  | О |
| - | ------- | - | - | - | - | --- | - |
| 1 | Гана    | 3 | 2 | 0 | 1 | 4−3 | 6 |
| 2 | Алжир   | 3 | 2 | 0 | 1 | 5−2 | 6 |
| 3 | Сенегал | 3 | 1 | 1 | 1 | 3−4 | 4 |
| 4 | ПАР     | 3 | 0 | 1 | 2 | 3−6 | 1 |

| 19 січня 2015 |     |         |                                |
| Гана          | 1–2 | Сенегал | Стадіон у Монгомо, Монгомо     |
| Алжир         | 3–1 | ПАР     | Стадіон у Монгомо, Монгомо     |
| 23 січня 2015 |     |         |                                |
| Гана          | 1–0 | Алжир   | Стадіон у Монгомо, Монгомо     |
| ПАР           | 1–1 | Сенегал | Стадіон у Монгомо, Монгомо     |
| 27 січня 2015 |     |         |                                |
| ПАР           | 1–2 | Гана    | Стадіон у Монгомо, Монгомо     |
| Сенегал       | 0–2 | Алжир   | Новий стадіон у Малабо, Малабо |

### Група D
| М | Команда     | І | В | Н | П | РМ  | О |
| - | ----------- | - | - | - | - | --- | - |
| 1 | Кот-д'Івуар | 3 | 1 | 2 | 0 | 3−2 | 5 |
| 2 | Гвінея      | 3 | 0 | 3 | 0 | 3−3 | 3 |
| 2 | Малі        | 3 | 0 | 3 | 0 | 3−3 | 3 |
| 4 | Камерун     | 3 | 0 | 2 | 1 | 2−3 | 2 |

Гвінея та Малі після завершення групового турніру мали однакові показники. За результатами жеребкування до наступного раунду пройшла збірна Гвінеї.
| 20 січня 2015 |     |             |                                |
| Кот-д'Івуар   | 1–1 | Гвінея      | Новий стадіон у Малабо, Малабо |
| Малі          | 1–1 | Камерун     | Новий стадіон у Малабо, Малабо |
| 24 січня 2015 |     |             |                                |
| Кот-д'Івуар   | 1–1 | Малі        | Новий стадіон у Малабо, Малабо |
| Камерун       | 1–1 | Гвінея      | Новий стадіон у Малабо, Малабо |
| 28 січня 2015 |     |             |                                |
| Камерун       | 0–1 | Кот-д'Івуар | Новий стадіон у Малабо, Малабо |
| Гвінея        | 1–1 | Малі        | Стадіон у Монгомо, Монгомо     |

## Плей-оф
В плей-оф при рівному рахунку в основний час, гра переходить в додатковий час, що складається з двох таймів по 15 хвилин. Якщо по їх завершенню рахунок знову рівний, призначаються післяматчеві пенальті.
|  | Чвертьфінали         | Чвертьфінали         |                 |                      | Півфінали   | Півфінали   |  |  | Фінал             | Фінал |
|  |                      |                      |                 |                      |             |             |  |  |                   |       |
|  | 31 січня – Бата      |                      |                 |                      |             |             |  |  |                   |       |
|  |                      |                      |                 |                      |             |             |  |  |                   |       |
|  | Республіка Конго     | 2                    |                 |                      |             |             |  |  |                   |       |
|  | Республіка Конго     | 2                    | 4 лютого — Бата |                      |             |             |  |  |                   |       |
|  | ДР Конго             | 4                    |                 |                      |             |             |  |  |                   |       |
|  | ДР Конго             | 4                    | ДР Конго        | 1                    |             |             |  |  |                   |       |
|  | 31 січня — Малабо    |                      | ДР Конго        | 1                    |             |             |  |  |                   |       |
|  |                      | Кот-д'Івуар          | 3               |                      |             |             |  |  |                   |       |
|  | Кот-д'Івуар          | Кот-д'Івуар          | 3               | 3                    |             |             |  |  |                   |       |
|  | Кот-д'Івуар          |                      | 8 лютого — Бата | 3                    |             |             |  |  |                   |       |
|  | Алжир                | 1                    |                 |                      |             |             |  |  |                   |       |
|  | Алжир                | 1                    | Кот-д'Івуар     | 0 (9)                |             |             |  |  |                   |       |
|  | 1 лютого — Монгомо   |                      | Кот-д'Івуар     | 0 (9)                |             |             |  |  |                   |       |
|  |                      | Гана                 | 0 (8)           |                      |             |             |  |  |                   |       |
|  | Гана                 | Гана                 | 0 (8)           | 3                    |             |             |  |  |                   |       |
|  | Гана                 | 5 лютого — Малабо    |                 | 3                    |             |             |  |  |                   |       |
|  | Гвінея               | 0                    |                 |                      |             |             |  |  |                   |       |
|  | Гвінея               | 0                    | Гана            | 3                    | Третє місце | Третє місце |  |  |                   |       |
|  | 1 лютого — Ебебіїн   |                      | Гана            | 3                    | Третє місце | Третє місце |  |  |                   |       |
|  |                      | Екваторіальна Гвінея | 0               |                      |             |             |  |  |                   |       |
|  | Туніс                | Екваторіальна Гвінея | 0               | 1                    | ДР Конго    | 0 (4)       |  |  |                   |       |
|  | Туніс                |                      |                 | 1                    | ДР Конго    | 0 (4)       |  |  |                   |       |
|  | Екваторіальна Гвінея | 2(д.ч.)              |                 | Екваторіальна Гвінея | 0 (2)       |             |  |  |                   |       |
|  | Екваторіальна Гвінея | 2(д.ч.)              |                 |                      | 0 (2)       |             |  |  |                   |       |
|  |                      |                      |                 |                      |             |             |  |  | 7 лютого — Малабо |       |
|  |                      |                      |                 |                      |             |             |  |  |                   |       |

### Чвертьфінали
| 31 січня 2015 17:00 |

| Конго | 2 — 4    | ДР Конго |
| ----- | -------- | -------- |
|       | Протокол |          |

| Стадіон у Бата, Бата Арбітр: () |

| 31 січня 2015 20:00 |

| Туніс | 1 — 2 (д.ч.) | Екваторіальна Гвінея |
| ----- | ------------ | -------------------- |
|       | Протокол     |                      |

| Новий стадіон в Ебебіїн, Ебебіїн Арбітр: () |

| 1 лютого 2015 17:00 |

| Гана | 3 — 0    | Гвінея |
| ---- | -------- | ------ |
|      | Протокол |        |

| Стадіон у Монгомо, Монгомо Арбітр: () |

| 1 лютого 2015 20:00 |

| Кот-д'Івуар | 3 — 1    | Алжир |
| ----------- | -------- | ----- |
|             | Протокол |       |

| Новий стадіон у Малабо, Малабо Арбітр: () |

### Півфінали
| 4 лютого 2015 20:00 |

| ДР Конго                    | 1 — 3    | Кот-д'Івуар                                 |
| --------------------------- | -------- | ------------------------------------------- |
| Дьємерсі Мбокані 24' (пен.) | Протокол | Яя Туре 21' Жервіньйо 41' Вілфред Канон 68' |

| Стадіон у Бата, Бата Арбітр: Ніан Аліум (Камерун) |

| 5 лютого 2015 20:00 |

| Гана                                      | 3 — 0    | Екваторіальна Гвінея |
| ----------------------------------------- | -------- | -------------------- |
| Дж. Аю 42' (пен.) Мубарак 45+1' А. Аю 75' | Протокол |                      |

| Новий стадіон у Малабо, Малабо Арбітр: Ерік Отого-Кастан (Габон) |

### Матч за 3-тє місце
| 7 лютого 2015 18:00 |

| ДР Конго | 0 — 0 (пен. 4–2) | Екваторіальна Гвінея |
| -------- | ---------------- | -------------------- |
|          | Протокол         |                      |

| Новий стадіон у Малабо, Малабо Арбітр: Гехад Гріша (Єгипет) |

|                                      |       | Пенальті                               |  |
| Мабваті · Мабіді · Мбемба · Монгонгу | 4 — 2 | Бальбоа · Фабіані · Хувеналь · Ельйонг |  |

### Фінал
| 8 лютого 2015 20:00 |

| Кот-д'Івуар | 0 — 0 (пен. 9–8) | Гана |
| ----------- | ---------------- | ---- |
|             | Протокол         |      |

| Стадіон у Бата, Бата Глядачів: 38 000 Арбітр: Бакарі Гассама (Гвінея) |

|                                                                                       |     | Пенальті                                                                               |  |
| Боні · Талло · Ор'є · Думбія · Я. Туре · Калу · К. Туре · Канон · Беллі · Д'є · Баррі | 9–8 | Вакасо · Дж. Аю · Аккуа · Ачімпонг · А. Аю · Менса · Баду · Аффул · Баба · Боє · Разак |  |

## Бомбардири
3 голи
- Андре Аю
- Хав'єр Бальбоа
- Тьєві Біфума
- Дьємерсі Мбокані
- Ахмед Акаїші

2 голи
- Крістіан Атсу
- Джеремі Бокіла
- Вільфред Боні
- Макс Градель
- Жервіньйо

1 гол
- Набіль Бенталєб
- Фаузі Гулям
- Ріяд Махрез
- Іслам Слімані
- Ель-Арабі Гіляль Судані
- Арістід Бансе
- П'єр-Емерік Обамеянг
- Малік Евуна
- Квесі Аппіа
- Джордан Аю
- Джон Боє
- Асамоа Г'ян
- Вакасо Мубарак
- Кевін Констан
- Ібраїма Траоре
- Мохамед Яттара
- Еміліо Нсуе
- Іван Сальвадор
- Еммануель Маюка
- Гівен Сінгулума
- Елдон Рамуш
- Бенджамін Муканджо
- Амбруас Ойонго
- Фереборі Доре
- Фабріс Ондама
- Прінс Оніянґе
- Яннік Боласі
- Жоель Кімвакі
- Сейду Думбія
- Вільфред Канон
- Яя Туре
- Модібо Маїга
- Бакарі Сако
- Самбу Ятабаре
- Оупа Маньїса
- Мандла Масанго
- Тусо Пала
- Маме Бірам Діуф
- Кара Мбоджі
- Мусса Соу
- Мохамед Алі Монсер
- Яссін Шихав'ї

Автогол
- Тулані Хлатшвайо (проти Алжиру)